# داریا ماکارنکو
داریا ماکارنکو (انگلیسی: Daria Makarenko؛ زادهٔ ۷ مارس ۱۹۹۲) بازیکن فوتبال اهل روسیه است.
وی همچنین در تیم‌های ملی فوتبال Russia women's national under-17 football team, Russia women's national under-19 football team، و زنان روسیه بازی کرده‌است.